# کالیفرنیا پسفیک ایرلاینز
کالیفرنیا پسفیک ایرلاینز (به انگلیسی: California Pacific Airlines) یک شرکت هواپیمایی است که در تاریخ ۲۰۰۹ میلادی تأسیس شده است. این شرکت هواپیمایی به ۷مقصد، پرواز مستقیم انجام می‌دهد.